# Kshtut
Lo Kshtut è un fiume del Tagikistan, affluente di sinistra dello Zeravshan.
Lo Kshtut ha le sue sorgenti nella parte settentrionale dei monti Gissar, nel punto dove questi cedono il posto ai monti Zeravshan. È alimentato dai ghiacciai locali. Scorre inizialmente verso ovest, poi gira verso nord e attraversa la catena degli Zeravshan. Giunge quindi a Dasthikazy, 40 km a est di Panjakent, dove confluisce nello Zeravshan, proveniente da est. Il fiume ha una lunghezza di circa 60 km. Il suo bacino idrografico copre una superficie di circa 800 km². La portata media a livello della località di Zerikhisor, circa 10 km a monte della foce, è di 7,33 m³/s. Le portate massime si registrano in giugno e luglio.
Nel bacino dello Kshtut si trovano i laghi di Kulikalon, sovrastati dalla mole del Chimtarga, la vetta più alta dei monti Zeravshan.